# Jaroslava Passerová
Jaroslava Passerová rozená Slavíčková (* 9. prosince 1953 Praha) je česká profesionální trenérka plavání a bývalá československá sportovní plavkyně, účastnice olympijských her v roce 1972.

## Sportovní kariéra
Plavat se naučila ve 4 letech společně s o rok starší sestrou Miluší v nově otevřeném bazénu na Julisce. Záhy se sestrou dostala do tréninkové přípravky Františka Plicky. Plicka byl první trenérem v Praze, který začal systematicky připravovat malé děti pro budoucí (cca od 10 let) vrcholový (dvoufázový) plavecký trénink. S touto metodikou již zavedenou v Bratislavě nebo v Gottwaldově čelil ve svém plaveckém oddíle Vysokých škol kritice. Zázemí pro tuto metodu mu počátkem šedesátých letech dvacátého století poskytl až oddíl plavání při Rudé hvězdě Praha. Do tréninkového přípravy byla zapojena i její matka Miloslava – Plicka dovoloval aby rodiče dětí se po absolvování školení zapojovali aktivně do tréninkového procesu.
Jejím neoblíbenějším plaveckým stylem byla prsa. Poprvé na sebe upozornila sportovní veřejnost V roce 1967 společně se stejně starou oddílovou kolegyní Zuzanou Markovou. Jejich vzájemná rivalita vyvrcholila koncem srpna, kdy v sobotu 19. srpna překonala jako 14 letá československý rekord na 100 m prsa časem 1:20,6 s při mezistátním utkání ČSSR vs. Jugoslávie v Zenici. V neděli 20. srpna jí však Marková rekord vzala časem 1:18,6. Jako odměnu za úspěšnou sezónu našla na Vánoce pod stromečkem vysněné saténové pyžamo.
V olympijském roce 1968 po úspěšné zimní sezóně, kdy Markovou nechávala v krátkém bazénu za sebou, figurovala začátkem letní sezóny v předběžné nominaci na olympijské hry v Mexiku společně s Oľgou Kozičovou. V dubnu na plaveckých závodech v 50 m krytém bazénu v Žilině totiž zaplavala časem 2:51,5 nový československý rekord na 200 m prsa – olympijský limit 2:50,0. V srpnu na letním mistrovství republiky měla svůj start na olympijských hrách potvrdit splněním limitu. Krátce předtím si však stěžovala na bolest v břiše, ze kterého se vyklubal zánět slepého střeva. Musela tak předčasně ukončit sezónu. Na podzim přestoupila po emigraci trenéra Františka Plicky z Rudé hvězdy do plaveckého oddílu Vysokých škol k trenéru Janu Passerovi.
Trenér Passer jí začal směřovat k všestrannosti k polohovým závodům, které byly nově součástí olympijských her. Měla pověst houževnaté závodnice bez startovní trémy. Její den začínal v 5 ráno neodmyslitelným rituálem hrnku černé kávy, cesta do Podolí na ranní trénink, na devátou do gymnázia v Libni, po škole opět na trénink do Podolí a po tréninku domů na Letnou. Denně naplavala 10 km, tři hodiny strávila v pražské MHD, utratila 60 Kčs za jídlo, protože plavání je hladový sport. Na závodech startovala často ve všech 12 disciplínách (dvanáctiboj) a byla schopná pro svůj oddíl Vysokých škol (VŠ) vybojovat prakticky sama vítězství v oddílové soutěži. To pochopitelně neslo kritiku s blížícími se reprezentačními starty, že jí trenér Passer zbytečně přetěžuje honbou za oddílovými body. Sama si totiž několikrát posteskla, že je před rozpadnutím "povylézá mi krční obratel". Podle trenéra Passera byly hlavní příčinou zdravotních problémů špatné technické návyky (zafixované pohyby) z dětství, kdy plavala výhradně prsa.
V roce 1970 se po vleklých zdravotních problémech Oľgy Kozičové stala největší ženskou plaveckou osobností v Československu. V září startovala na mistrovství Evropy v Barceloně v 5 disciplínách. V závodech na 100 m a 200 m prsa skončila v rozplavbách na konci startovního pole, daleko za svými osobními rekordy. Nový směr k všestrannosti k polohovým závodům se však ukázal pozitivně. V polohovce na 200 m obsadila ve finále výborné, bodované 6. místo a finálovou účast zopakovala i na dvojnásobné trati 400 m polohově. S polohovou štafetou na 4×200 m byla diskvalifikována po chybné předávce. Celé mistrovství odplavala se silnými bolestmi zad.
V roce 1971 vážně uvažovala po olympijské sezóně 1972 s vrcholovou přípravou skončit. Měla však chvilky kdy například po srpnovém soustředění prohrásila: "V sobotu dopoledne po tréninku jsem si říkala, že za rok skončím, ale dnes jsem se rozhodla, že začnu trénovat pořádně! Vždyť ty mladé holky v našem týmu plavou i trojnásobné dávky než já a vydrží to." Potom štouchla do svého trenéra Jana Passere, za kterého se za dva roky vdala. Passer o ní říkal: "Je to typ, který ví co chce a všechno podřizuje tomu, aby dosáhla úspěchu." Ročník 1971 ukončila druhým nejlepším evropským časem 2:28,9 na 200 m polohově, dvě desetiny sekundy za východní Němkou Yvonne Nieberovou. V redukovaných světových tabulkách byla na šestém místě.
V olympijském roce 1972 jí v přípravě pomáhaly sparingpartneři Milan Hrouda a Pavel Zach. V prvním půlroce přípravě však nedostala možnost změřit své síly alespoň s evropskou špičkou na mezinárodním poli. V její nesilnější disciplíně polohovém závodě se s trenérem zaměřili na plaveckou techniku kraul, ve které nejvíc zaostávala v mezinárodní konkurenci. První tři plavecké styly měla (znak+motýlek+prsa) měla nejrychlejší na světě, o náskok přicházela při závěrečném kraulu. Na mistrovství republiky koncem července získala nečekaně titul mistryně republiky na nejprestižnější trati 100 m volným způsobem (kraulem) časem 1:02,3, pouze půl vteřiny za československým rekordem Oľgy Kozičové z roku 1968. Na 200 m polohově zaplavala nový československý rekord 2:27,5, pouze šest desetin za evropským rekordem sovětské plavkyně Niny Petrovové.
Na olympijské hry do Mnichova odjížděla v srpnu s šestým nejlepším světovým časem na 200 m polohový závod. Trenér Passer byl s její přípravou spojen. Mrzela ho neúčast ženské polohové štafety, která šla v olympijském roce nahoru. V místě konání olympijských závodu, měl obavu, aby při tréninku resp. při odpočinku po tréninku neprochladla. Nevýhodou bylo, že Československý tým v čele s ní trénoval v bazénu mimo čas samotného závodu, kterou měli zamluvené silné plavecké státy. Naopak menší výhodou pro ní bylo, že nebyla v Mnichově z plavců osamocena, jako před 4 lety Oľga Kozičová na olympijských hrách v Mexiku. 28. srpna stála na startu polohového závodu na 200 m. Po odstartování druhé rozplavby ulila start a při opakovaném startu ztratila pro opatrnost minimálně desetinu vteřiny. Po třetím úseku obracela na úrovni s vedoucími závodnicemi, východní Němkou Evelyn Stolzeovu a Kanaďankou Leslie Cliffovou. V Závěrečných padesáti metrech kraulem však za soupeřkami zaostala o dvě sekundy a doplavala v novém československém rekordu 2:27,33 na třetím místě. Po páté rozplavby bylo jisté, že mezi finálovou osmičku nepostoupí. K postupu jí chybělo 35 setin vteřiny. Trenér Passer: "Jarka nezklamala, o finále přišla prakticky o dohmat". 31. srpna startovala na dvojnásobné trati polohové trati 400 m. Osobní a československý rekord 5:18,4 jí nedával naději na finálovou účast. V samotném závodě jí nevyšel podle představ první znakařský úsek. Cas v cíli 5:18,53 byl na úrovni jejího osobního rekordu a znamenal celkové 14. místo pět sekund sa postupem do finále. Trenér Passer: "Dlouhá polohovka mě do co časů v rozplavbách zklamala. Asi jsme se měli s Jarkou zaměřit na tuto trať. Na úkor rychlosti nám chyběla vytrvalost, proto Jarka začala zbytečně opatrněji, rychlý konec už na postup nestačil." 1. září při svém posledním startu na 100 m prsa nepostoupila z rozplaveb a skončila v druhé polovině startovního pole. Trenér Passer její vystoupení shrnul: "Byli jsme připravení, že výkonnost půjde nahoru, ale téměř ve všech případech jsme si naše postavení idealizovali. Chybějí nám závodnické zkušenosti z těžkých závodů, a nejen našim plavcům, ale i mně. Musíme zapracovat na nové metodice tréninku. Je nutné úplně od základu změnit koncepci našeho vrcholového plavání. Musíme nejen dohnat současný výkonnostní náskok ve světě, ale pokud chceme uspět ho i předstihnout."
V roce 1973 vynechala závody v krátkém bazénu. V červnu nastoupila v ligovém kole v Bratislavě, ale vzápětí ukončila předčasně letní sezónu. V létě se vdala za svého trenéra Honzu Passera.
V roce 1974 se k plavání vrátila pod novým jménem Jaroslava Passerová. V únoru se jí narodil syn Honza ml.. V červnu začala s dvoufázovým tréninkem, ale zdravotní problémy a mateřské povinnosti jí nakonec nedovolily se závodnímu plavání plnohodnotně věnovat.  V říjnu 1976 se jí narodila dvojčata Kateřina a Petra. Po skončení sportovní kariéry u plavní zůstala jako rozhodčí a později jako trenérka.

## Trenérská kariéra
Jako trenérka plavání začínala koncem sedmdesátých let dvacátého století s mládeží. V domácím klubu Vysokých škol (po roce 1991 USK) měla na starosti talentovanou plaveckou mládež ze tříd z rozšířenou výukou tělesné výchovy (plavání). 
K plavání přivedla své tři děti. Nejstarší syn Jan se závodnímu plavání věnoval jen do začátku vysoké školy, kdy dal přednost studiu a stal se uznávaným soudcem. Její dvě dcery Katka a Petra patřily k oporám samostatné české reprezentace v devadesátých letech dvacátého století.
U reprezentace působila dlouho jako trenérka juniorů. Od roku 2005 jako šéftrenérka plavecké reprezentace.
Její první mezinárodně úspěšnou svěřenkyní byla mistryně Evropy v krátkém bazénu Kateřina Pivoňková. V desátých letech dvacátého prvního století Jan Micka.